# 新趣味
新趣味（しんしゅみ）は、博文館が発行した大衆向け雑誌。1922年（大正11年）に創刊され、1923年（大正14年）に関東大震災の影響により廃刊。当初は様々な趣味に関する記事を掲載していたが、第4号からは探偵小説を主とすることを宣言し、日本の探偵小説専門誌の嚆矢となった。また懸賞小説募集を行い、角田喜久雄、甲賀三郎、本多緒生などを新進作家として輩出した。

## 創刊
博文館では、『文章世界』の後継誌として1921年から発行していた『新文学』誌を終了し、1922年1月から『新趣味』を創刊（巻号数は前誌を引き継いで第17巻から開始）。内容は1〜3月号では、各方面の趣味を題材にしており、連載記事として、長田幹彦の連載小説「燈台守」の他に、
- 島木赤彦「民謡の生命」
- 森芳太郎「写真術十二講」
- 瀬越憲作「新式布石講話」
- 花田長太郎「将棋実戦講話」

があり、他に演劇（仲木貞一、生田葵）、音楽（小林愛雄、辻壮一）、能楽（山崎楽堂）、歌舞伎（中村歌右衛門、鈴木春浦）、舞踏（荒木直範、尾上梅幸、市川猿之助、藤間静枝）、映画（森田みね子）、薩摩焼（永井喜）、相撲（藤原蓬莱）、かるた（本多朧月）、占い（藤原良造）、呉服（猿楽町人）、博多人形（中野紫葉）、絨毯（林愛作）などがあった。他に小説には村松梢風、田中貢太郎、高松吉三郎、佐々木指月、詩に北原白秋、生品新太郎、川路柳虹、日夏耿之介、短歌楠田敏郎、若山牧水、尾山篤二郎、永田龍雄、杉浦翠子、羽生操、俳句松沢雪松などが掲載された。
また創刊号では奇想小説集として、ジャック・ロンドン、ナサニエル・ホーソーン、アーサー・リース、などの翻訳小説が掲載され、アンリ・ドウ・レニエ「大理石の女」は後の大佛次郎が本名野尻清彦で訳出していた。2月号では怪奇小説集として、アルジャーノン・ブラックウッド、エドガー・ウォーレス、リチャード・マーシュなどが掲載され、3月号は外国探偵小説集と銘打たれ、コナン・ドイル「舞踏人形」、ガストン・ルルー「怪しい足跡」の第1回、エミール・ガボリオ「金庫の謎」の第1回を始め、クリーヴランド・モフェット、ポンソン・デュ・テライユなどの作品が掲載された。

## 探偵小説専門誌として
同年4月号では、編集後記で「全誌面を徹頭徹尾、外国の探偵小説を主とし、奇想、怪奇、滑稽、人情、科学、通俗、映画小説等を以って、独占せしむることに致しました」と述べ、7月号からは表紙に「探偵小説」と記載し、翻訳探偵小説専門誌として刊行された。当時同じ博文館の『新青年』誌も、専門誌ではないが多くの翻訳探偵小説を掲載していたが、ウィルキー・コリンズ「月長石」連載の森下雨村ら『新青年』の訳者が多く起用されていた。また8月号で紺谷青花「愛の悪魔」、9月号で松川緑水「男爵の行方」と、日本人作家の探偵小説も掲載されるようになる。
主な翻訳作品では下記がある。
- アレクサンドル・デュマ「俠勇画家」福永渙訳
- エドガー・アラン・ポー「長方形の箱」小川水村訳、他
- エドワード・オッペンハイム「ブラウン氏の秘密」筑紫三郎訳
- オー・ヘンリー「ハアグレエヴスの二役」和気律二郎訳
- アーサー・モリスン「蔦の家の惨劇」坂井黒潮訳
- オースティン・フリーマン「社会改造の敵」大島白濤訳、他
- モーリス・ルブラン「海岸の小屋」妹尾韶夫訳
- ジョンストン・マッカレー「サムの良心」坂本義雄訳、他
- L.J.ビーストン「興奮の酒」妹尾韶夫訳
- ラファエル・サバチニ「恋か仇か」波野白跳訳、「西洋天一坊」八木春泥訳、他
- アルフレッド・ド・ヴィニー「セン・マール」八木春泥訳
- ヘルマン・ランドン「呪の手錠」坂井黒潮訳、他
- アルフレッド・マシャール「鎖の輪」阿部誠太郎訳
- バロネス・オルツィ「市街鉄道の怪事件」葛見牧夫訳、他
- ジャック・ボイル「大盗賊の電報」山田枯柳訳

また日本作家の小説としては、石川大策「ベルの怪異」を始めとする黒田探偵シリーズが1922年10月から1年間連載された。1923年3月から連載された国枝史郎「砂漠の古都」は、連載時はイー・ドニ・ムニエ著、国枝史郎訳として掲載されたが、単行本化される時に国枝の創作だったと判明した。
1922年8月号からは懸賞小説の募集を開始。枚数は原稿用紙10〜20枚、賞金は1等20円、2等10円。10月号から1923年10月号まで13回、当選作として掲載された。
当選作:
- 第1回 1922年10月号 1等:松下正昌「第三者は?」、2等:藤田操「十二時一分前」
- 第2回 1922年11月号 1等:呑海翁「血染のバット」、2等:角田喜久雄「毛皮の外套を着た男」、選外佳作:本多緒生「呪はれた真珠」
- 第3回 1922年12月号 1等:山下利三郎「誘拐者」、2等:あわぢ生（本多緒生）「美の誘惑」
- 第4回 1923年1月号 1等:小倉真美「田舎者の財布」、2等:黙山人「夜半の銃声」、選外佳作:呑海翁「トランクの死体」
- 第5回 1923年2月号 1等:呑海翁「返された宝石」、2等:山下利三郎「詩人の愛」
- 第6回 1923年3月号 1等:岡村一雄「破獄囚の秘密」、2等:呑海翁「見えざる魔の手」
- 第7回 1923年4月号 1等:沖田不二雄「国宝盗難事件」、2等:貞岡五郎「謎の化学方程式」
- 第8回 1923年5月号 1等:山下利三郎「君子の眼」、2等:雨宮二郎「蛙の祟」
- 第9回 1923年6月号 1等:篠原幹太郎「鼠小僧次郎吉」、2等:伊藤渓水「少年の行衛」
- 第10回 1923年7月号 1等:貞岡二郎「伯爵の苦悶」、2等:山下利三郎「夜の呪」
- 第11回 1923年8月号 1等:甲賀三郎「真珠塔の秘密」、2等:呑海翁「三つの足跡」
- 第12回 1923年9月号 1等:葛山二郎「噂と真相」、2等:小野霊月「重罪犯人」
- 第13回 1923年10月号 1等:蜘蛛手緑「国貞画夫婦刷鷺娘」、2等:葛山二郎「利己主義」

1923年9月の関東大震災で、博文館は小石川久堅町の印刷所が焼けたの機に、採算の取れない雑誌は統廃合することになり、『新趣味』は11月号で終刊し、『新青年』に吸収されることになった。編集主任の鈴木徳太郎は11月号の最終ページで「今後本誌に代わりて『新青年』が探偵小説方面に大飛躍をなすことになりました。」と記している。懸賞小説入選者の角田喜久雄、本多緒生、山下利三郎、甲賀三郎らは、その後『新青年』で活躍する。また入選時に16歳だった角田喜久雄はその後『キング』『サンデー毎日』の懸賞でも入選し、伝奇小説などでも知られるようになる。鈴木徳太郎は、博文館の小型版通俗娯楽雑誌『ポケット』で1924年2月から編集長となり、『新趣味』で翻訳を頼んでいた大佛次郎に髷物を書いてみないかと勧めたのが、『鞍馬天狗』をはじめとする時代小説家となるきっかけになった。